# Apollophanes

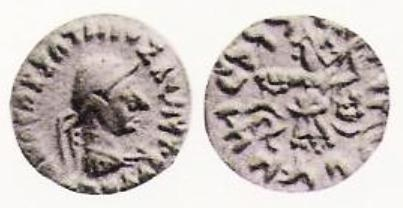
Münze des Apollophanes Soter

Apollophanes war ein indo-griechischer König, der wahrscheinlich am Ende des 1. Jahrhunderts v. Chr. regierte. Sein Herrschaftsbereich lag in Punjab. Er ist nur von seinen Münzen bekannt, auf denen er sich als Soter bezeichnet.
Seine Münzen zeigen sein Bild auf der Vorderseite mit griechischen Legenden, auf der Rückseite finden sich verschiedene Motive mit Beischriften in Kharoshthi und zeigen auf der Rückseite Apollon und Pallas. Sie sind in der Regel von minderer künstlerischer Qualität. 